# امیرآباد (قائنات)
امیر آباد روستایی در دهستان قائن بخش مرکزی شهرستان قائنات استان خراسان جنوبی ایران است. بر پایه سرشماری عمومی نفوس و مسکن در سال ۱۳۹۰ جمعیت این روستا ۲۲۳ نفر (در ۶۰ خانوار) بوده‌است.